# 극한로봇
극한로봇은 극한환경 로봇이라고도 불리며, 원자력, 우주, 수중(해저), 화산, 지하, 재난현장 등 인간이 접근하기 어려운 극한환경에서 작업하는 지능형 로봇이다. 

## 원자력 로봇
원자력 시설의 유지 보수 작업, 방사선 모니터링, 원자로 해체 및 사고 대응과 관련한 극한 로봇이다. 
원자력 로봇으로는 핵연료 점검 로봇, 원자로 해체 로봇, 핵연료 교체 로봇, 비상사고 대응 대응의 로봇이 있으며, 한국원자력연구원에서 개발중에 있다 

## 우주용 로봇
인공위성 내부와 우주정거장에서의 작업 궤도로의 진입,포획 위성과 혹성에서 자원조사

## 해저탐사 로봇
지구 표면적의 70%를 차지하는 해양을 개발하는 해양산업은 향후 인류의 미래를 결정할 만 매우 중요한 산업이다. 미국과 프랑스 등 해양 선진국들은 해저개발을 위한 해저탐사용 로봇의 연구가 한창이다. 지금도 석유탐사를 위해, 수심 1,000m이상에서 해저로봇이 석유탐사를 수행하고 있으며, 해저에 침몰한 선박의 탐사 등 에 해저 원격조종 로봇의 역할이 두드러진다. 

## 전망
점차 고갈되어 가는 지하자원과 화석연료 문제를 해결하는 대안으로, 해저자원과 우주자원의 개발을 위해, 극한 로봇의 역할이 더욱 커질 것으로 기대된다.